# Symphonia leucostictalis
Symphonia leucostictalis là một loài bướm đêm trong họ Crambidae.